# Durk van der Mei

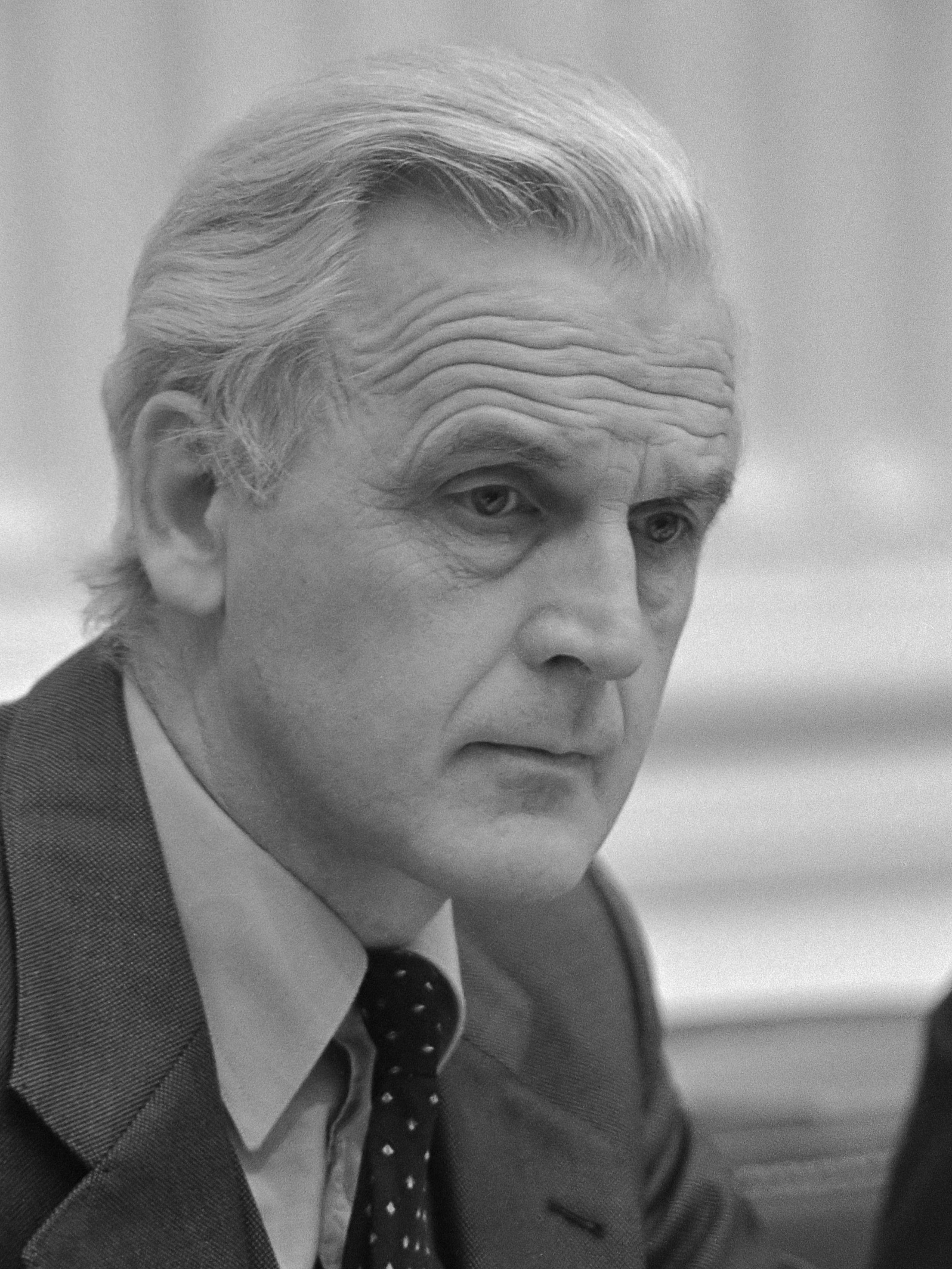
Durk van der Mei em 1981

Durk van der Mei (13 de outubro de 1924, Brummen - 2 de fevereiro de 2018, Zutphen) foi um político holandês que foi Secretário de Estado de 1977 a 1981.